# Tamara Oudenaarden
Tamara Oudenaarden (St. Albert, 11 augustus 1987) is een Canadees langebaanschaatsster. 
In 2010 ging ze als reserve-schaatsster mee naar de Olympische winterspelen, maar kwam ze niet in actie.

## Records

### Persoonlijke records[3]
| Afstand    | Tijd      | Datum          | Baan    |
| ---------- | --------- | -------------- | ------- |
| 500 meter  | 38,42     | 16 maart 2012  | Calgary |
| 1000 meter | 19 maart  | 19 maart 2011  | Calgary |
| 1500 meter | 6 januari | 6 januari 2007 | Calgary |
| 3000 meter | 7 januari | 7 januari 2007 | Calgary |

## Privé
Oudenaarden studeerde aan de Universiteit van Calgary.
Haar zus Niki Oudenaarden was een olympisch atleet.